# Championnat d'Europe 1995 de football américain
 (août 2018).
Si vous disposez d'ouvrages ou d'articles de référence ou si vous connaissez des sites web de qualité traitant du thème abordé ici, merci de compléter l'article en donnant les références utiles à sa vérifiabilité et en les liant à la section « Notes et références ».
Navigation
1993 1997
Le Championnat d'Europe 1995 de football américain (en anglais, 1995 American Football European Championship) est la 7e édition du Championnat d'Europe de football américain. Il s'agit d'une compétition continentale de football américain mettant aux prises les sélections nationales européennes affiliées à l'EFAF.
Cette édition a eu lieu en Autriche du 16 août au 20 août 1995, dans les villes d'Innsbruck, de Klagenfurt et de Vienne.
C'est l'équipe de Finlande qui remporte pour la troisième fois de son histoire la compétition, la seconde consécutive puisqu'elle est la tenante du titre.

## Équipes participantes
| # | Équipe   | Motif de la qualification                                                           | Dernière participation |
| - | -------- | ----------------------------------------------------------------------------------- | ---------------------- |
| 1 | Finlande | Gagnant des éliminatoires avec la Suède et la Norvège                               | Euro 1993              |
| 2 | Ukraine  | Gagnant des éliminatoires par forfait des équipes d'Allemagne et de Grande-Bretagne | Inédit                 |
| 3 | Autriche | Pays organisateur                                                                   | Euro 1983              |
| 4 | Italie   | Vainqueur du match contre la France (après élimination de la Belgique)              | Euro 1993              |

## Les matchs
|  | Demi-finales                            | Demi-finales             |                        |    | Finale                 | Finale                 |
|  | Demi-finales                            | Demi-finales             |                        |    | Finale                 | Finale                 |
|  |                                         |                          |                        |    |                        |                        |
|  | 16 août 1995 à Innsbruck                | 16 août 1995 à Innsbruck |                        |    | 20 août 1995 à Bolzano | 20 août 1995 à Bolzano |
|  | 16 août 1995 à Innsbruck                | 16 août 1995 à Innsbruck |                        |    | 20 août 1995 à Bolzano | 20 août 1995 à Bolzano |
|  | Finlande                                | 37                       |                        |    | 20 août 1995 à Bolzano | 20 août 1995 à Bolzano |
|  | Finlande                                | 37                       |                        |    | 20 août 1995 à Bolzano | 20 août 1995 à Bolzano |
|  | Ukraine                                 | 0                        |                        |    | 20 août 1995 à Bolzano | 20 août 1995 à Bolzano |
|  | Ukraine                                 | 0                        | Finlande               | 27 |                        |                        |
|  | 16 août 1995 à Klagenfurt am Wörthersee |                          | Finlande               | 27 |                        |                        |
|  |                                         | Italie                   | 7                      |    |                        |                        |
|  | Autriche                                | Italie                   | 7                      | 6  |                        |                        |
|  | Autriche                                |                          |                        | 6  |                        |                        |
|  | Italie                                  | 30                       |                        |    |                        |                        |
|  | Italie                                  | 30                       | Match pour la 3e place |    |                        |                        |
|  |                                         |                          |                        |    |                        |                        |
|  | 20 août 1995 à Bolzano                  |                          |                        |    |                        |                        |
|  |                                         |                          |                        |    |                        |                        |
|  | Ukraine                                 | 0                        |                        |    |                        |                        |
|  | Ukraine                                 | 0                        |                        |    |                        |                        |
|  | Autriche                                | 18                       |                        |    |                        |                        |
|  | Autriche                                | 18                       |                        |    |                        |                        |